# Зорьян, Зори Навасардович
Зори Навасардович Зорьян (арм. Զորի Նավասարդի Զորյան; груз. ზორიანცი ზორი ნავასარდის ძე, 1886 или 1885, Тифлис — 1943, Тбилиси) — армянский и грузинский политик, член Учредительного собрания Грузии, член партии «Дашнакцутюн».

## Биография
Армянин.
После окончания Тифлисской гимназии продолжил обучение в Русском политехникуме; однако из-за смерти отца завершить обучение не смог.
В 1910-х годах работал на фабрике, служил в обществе «Треугольник». Двоюродный брат Ростома Зоряна, одного из основателей армянской революционной партии — Дашнакцутюн, вступил в эту партию в 1917 году; возглавлял Авлабарский комитета партии.
В ноябре 1917 года назначен городским главой[уточнить] Ахалцихе, в декабре 1917 года, во время межэтнического конфликта в городе и уезде, сумел объединить местное население на отражение турецкой агрессии.
В конце 1918 года, во время грузино-армянской войны, дважды арестован в Тифлисе, но вскоре освобождён. В 1918 году избран членом парламента Демократической Республики Грузии по списку «Дашнакцутюн», в 1919 году — членом Учредительного собрания Республики Грузия по списку «Дашнакцутюн»; был членом комиссии самоуправления.
В марте 1921 года, после советизации Грузии, был записан в Ахалцихский полк.
После убийства Ахмеда Джемал-паши в Тифлисе в июле 1922 года советский режим начал массовые аресты членов Дашнакцутюн; Зори Зорьян также был арестован, но отпущен через несколько месяцев.
В последующие годы он жил и работал в Тифлисе и Ахалцихе.
Во время большого террора, 14 сентября 1937 года был арестован в Тбилиси по обвинению в членстве в контрреволюционной партии Дашнакцутюн «и крайне враждебном отношении к советской власти».
26 декабря 1937 года получил 10 лет лишения свободы. Его жена была также сослана.
Освобождён досрочно после 3 лет напряжённой работы; с подорванным здоровьем вернулся в Тбилиси.
Погиб в автомобильной аварии в Тбилиси в 1943 году.
Похоронен на Петропавловском кладбище в Тбилиси.